# Національний рух квебечок і квебекців
Національний рух квебечок і квебекців (фр. Mouvement national des Québécoises et Québécois, MNQ) — об'єднання патріотичних організацій Квебеку (Канада). Її мета — захищати французьку мову, суверенітет Квебеку та національну гордість.
Заснований у 1947, рух об'єднує 19 національних організацій з різних регіонів Квебеку і Товариство Св. Івана Хрестителя (SSJB). З 1984 р., рух відповідає за організацію та проведення Національного свята Квебеку (День Св. Івана Хрестителя, 24 червня).

## Організації, що входять до Руху
- Національне товариство квебечок і квебекців Абітібі-Теміскаменґ та Півночі Квебеку (Société nationale des Québécoises et des Québécois d'Abitibi-Témiscamingue et du Nord-du-Québec)
- Національне товариство квебекців Аміанту (Société nationale des Québécois de l'Amiante)
- Національне товариство квебечок і квебекців Столиці (Société nationale des Québécois et des Québécoises de la Capitale)
- Товариство Святого Івана Хрестителя Центру Квебеку (Société Saint-Jean-Baptiste du Centre-du-Québec)
- Національне товариство квебекців Північного Беріга (Société nationale des Québécois de la Côte-Nord)
- Національне товариство Сходу Квебеку (Société nationale de l'Est du Québec)
- Національне товариство квебечок і квебекців Естрі (Société nationale des Québécoises et Québécois de l'Estrie)
- Національне товариство Гаспезі-Іль-де-ля-Мадлен (Société nationale Gaspésie-Îles-de-la-Madeleine)
- Національне товариство квебечок і квебекців От-Рів'єр (Société nationale des Québécoises et Québécois des Hautes-Rivières)
- Національне товариство квебечок і квебекців Ланодьєр (Société nationale des Québécoises et Québécois de Lanaudière)
- Національне товариство квебечок і квебекців Лорантидів (Société nationale des Québécoises et Québécois des Laurentides)
- Товариство Святого Івана Хрестителя у Морісі (Société Saint-Jean-Baptiste de la Mauricie)
- Товариство Святого Івана Хрестителя у Монреалі (Société Saint-Jean-Baptiste de Montréal)
- Національне товариство квебечок і квебекців Утауе (Société nationale des Québécois et des Québécoises de l'Outaouais)
- Національне товариство квебекців Рішельйо-Сен-Лоран (Société nationale des Québécois Richelieu-Saint-Laurent)
- Товариство Святого Івана Хрестителя у Рішельйо-Ямаска (Société Saint-Jean-Baptiste de Richelieu-Yamaska)
- Національне товариство квебечок і квебекців Сагнею-Ляк-Сен-Жан (Société nationale des Québécoises et des Québécois du Saguenay-Lac-Saint-Jean)
- Національне товариство квебекців Сюруа (Société nationale des Québécois du Suroît)
- Національне товариство квебечок і квебекців Шодьєр-Апалаш (Société nationale des Québécoises et des Québécois de Chaudière-Appalaches)